# Igła (film 1981)
Igła (ang. Eye of the Needle) – brytyjski film szpiegowski z 1981 w reżyserii Richarda Marquanda, oparty na powieści Kena Folletta pod tym samym tytułem.

## Fabuła
Akcja toczy się w czasie II wojny światowej. Henry Faber (Donald Sutherland) jest niemieckim szpiegiem o pseudonimie „Igła”. Mieszka w Anglii, prowadząc podwójne życie. Jego zadaniem jest przekazanie informacji dotyczącej prawdziwego miejsca lądowania wojsk alianckich w Normandii. Uciekając przed brytyjskim kontrwywiadem, trafia na małą wyspę w Szkocji zamieszkałą przez byłego pilota RAF Davida Rose i jego rodzinę, którzy żyją tam w totalnej izolacji.

## Obsada
- Donald Sutherland jako Henry Faber
- Kate Nelligan jako Lucy Rose
- Ian Bannen jako inspektor Godliman
- Christopher Cazenove jako David Rose
- Philip Martin Brown jako Billy Parkin
- Stephen MacKenna jako porucznik